# انتلر (اکلاهما)
انتلر(به انگلیسی: Antlers) شهری در ایالت اکلاهما کشور ایالات متحده آمریکا است که جمعیت آن در سرشماری سال ۲۰۱۰ میلادی، ۲٬۴۵۳ نفر بوده‌است.